# Sumber Agung (Buay Madang)
Sumber Agung is een bestuurslaag in het regentschap Ogan Komering Ulu van de provincie Zuid-Sumatra, Indonesië. Sumber Agung telt 1773 inwoners (volkstelling 2010).